# Enterrament
L'enterrament o inhumació és l'acte de dipositar un cadàver sota terra, sovint amb uns ritus específics que segueixen a la mort de la persona (a vegades aquests ritus s'estenen a animals de companyia o objectes amb un alt valor simbòlic). Aquests ritus poden incloure pregàries i encanteris o dipositar objectes, menjar i ornaments al costat del cos, de manera que acompanyin el mort en una altra vida o recordin el seu pas pel món. També poden incloure's dins celebracions més àmplies, com els funerals.
Els enterraments existeixen des de la prehistòria, de fet la seva presència ha servit per determinar l'existència de cultures humanes primerenques, que cuidaven dels seus morts a diferència dels animals.

## Tipus d'enterrament
L'enterrament pot consistir simplement a excavar un sot a terra i dipositar el cos, fins que es descompongui de manera natural. El cos es pot embolcallar amb un sudari o patir momificació segons les cultures. Addicionalment es pot col·locar el cos en un taüt o capsa de fusta que en facilita la manipulació. El costum local indica que cal fer amb el cos per preparar-lo, com per exemple rentar-lo (com al Japó o al judaisme).
D'altra banda es pot dipositar el cos en un nínxol o edificació de pedra especialment destinada als cadàvers. Per acabar, es poden enterrar les cendres del difunt, després de la cremació, en comptes d'enterrar el cos sencer.
Si el lloc d'enterrament es marca amb un símbol extern, com un túmul, una creu, una làpida o pedra amb la inscripció del nom i la data de la mort, es parla de tomba. Quan hi ha moltes tombes juntes, es tracta d'un cementiri, usualment consagrat amb ritus religiosos (per exemple els suïcides i altres pecadors no podien ser enterrats en sòl sagrat o cementiri segons el catolicisme), o bé una necròpoli. A l'Islam el cos dins la tomba ha d'estar amb el cap en direcció a la Meca.

## Motius d'enterrament
L'enterrament pot sorgir per diversos motius:
- No voler exposar el cos a feres i predadors.
- Evitar la transmissió de malalties.
- Preparar el difunt per a l'altra vida segons les creences religioses.
- Assegurar-se que no reviu el cadàver (zombi).